# Boris Ignatiev
Boris Petrovitch Ignatiev (en russe : Борис Петрович Игнатьев) est un footballeur et entraîneur de football soviétique puis russe né le 5 décembre 1940 à Moscou.

## Biographie

### Carrière de joueur
Formé durant sa jeunesse dans les clubs du Spartak puis du Dinamo Moscou, Boris Ignatiev fait ses débuts professionnels lors de la saison 1960 sous les couleurs du Zénith Ijevsk, en troisième division soviétique. Il rejoint ensuite le Raketa Gorki en 1962 puis le Volga Gorki dès l'année suivante. Avec ce dernier club il contribue notamment à la montée en première division, championnat qu'il découvre en 1964 en jouant sept matchs tandis que le club est relégué en fin d'année.
À la fin de son passage à Gorki en 1968, il passe ses dernières années dans les divisions inférieures, évoluant successivement pour le Dinamo Makhatchkala entre 1968 et 1969, le Meteor Joukovski en 1970, le Dinamo Tselinograd en 1971 avant  de mettre un terme à sa carrière en fin d'année 1972 à l'âge de 32 ans après un dernier passage au Stroïtel Oufa.

### Carrière d'entraîneur
Après la fin de sa carrière de joueur, Ignatiev se consacre au métier d'entraîneurs, occupant un poste dans l'encadrement technique du Torpedo Vladimir entre 1973 et 1975 avant de rejoindre en 1976 les équipes de jeunes de la sélection soviétique où il occupe plusieurs postes entre 1976 et juin 1989, remportant notamment le championnat d'Europe des moins de 18 ans en 1988. Il dirige également la sélection des moins de 20 ans qui atteint les quarts de finale de la Coupe du monde des moins de 20 ans en 1989.
Quittant l'Union soviétique pour le Moyen-Orient en 1989, il occupe un poste d'entraîneur dans les Émirats arabes unis avant d'être brièvement nommé à la tête de la sélection olympique irakienne en 1990. Il rentre par la suite au pays où il devient le dernier entraîneur de la sélection olympique soviétique entre 1990 et 1991. Après la disparition du pays en fin d'année 1991, il continue de travailler pour les sélections de jeunes de la Russie jusqu'en 1996, amenant notamment la sélection espoirs aux quarts de finale du championnat d'Europe en 1994.
À la suite du départ de Oleg Romantsev de la sélection russe en juillet 1996, Ignatiev est choisi pour le remplacer. Sous ses ordres, la Russie termine deuxième du groupe 5 des tours préliminaires pour la Coupe du monde 1998 derrière la Bulgarie et se qualifie pour les barrages de qualification, où elle finalement défaite par l'Italie. Son contrat n'est par la suite pas renouvelé et il quitte son poste de sélection en juin 1998.
Il est nommé dès le mois de septembre 1998 à la tête du Torpedo-ZIL Moscou, équipe de troisième division avec qui il remporte la zone Ouest en fin d'année et accède au deuxième échelon. Après avoir fini quatrième en 1999, le club termine deuxième de la compétition dès l'année suivante et accède ainsi à la première division. Malgré ce succès, Ignatiev n'est pas maintenu au poste d'entraîneur et s'en va en fin d'année 2000.
Après un passage d'un an en Chine à la tête du Shandong Luneng Taishan en 2001, il devient par la suite consultant pour l'Alania Vladikavkaz en 2002 puis directeur sportif au Lokomotiv Moscou durant la saison 2003. Il reprend en février 2004 un poste d'entraîneur en étant nommé à la tête du Saturn Ramenskoïe mais ne termine pas la saison 2004 en étant renvoyé dès le mois de septembre. Il connaît ensuite une deuxième expérience comme directeur sportif au Dinamo Moscou entre novembre 2005 et août 2006.
Les années qui suivent le voit enchaîner les postes d'adjoint, d'abord au Saturn Ramenskoïe en juin 2007 et août 2008 sous les ordres de Gadji Gadjiev avant d'accompagner Iouri Siomine successivement au Dynamo Kiev, au Lokomotiv Moscou puis à nouveau au Dynamo entre janvier 2009 et septembre 2012. Il occupe un dernier poste d'entraîneur principal en prenant la tête du Torpedo Moscou en novembre 2012, amenant le club à la quatorzième place de la deuxième division à l'issue de la saison 2012-2013. Il en devient par la suite vice-président entre juin 2013 et janvier 2018.

## Statistiques de joueur
| Saison                | Club                  | Championnat           | Championnat | Championnat | Coupe(s) nationale(s) | Coupe(s) nationale(s) | Total | Total |
| Saison                | Club                  | Division              | M.          | B.          | M.                    | B.                    | M.    | B.    |
| 1962                  | Raketa Gorki          | D2                    | 27          | 1           | -                     | -                     | 27    | 1     |
| Sous-total            | Sous-total            | Sous-total            | 27          | 1           | -                     | -                     | 27    | 1     |
| 1963                  | Volga Gorki           | D2                    | 25          | 0           | -                     | -                     | 25    | 0     |
| 1964                  | Volga Gorki           | D1                    | 7           | 0           | -                     | -                     | 7     | 0     |
| 1965                  | Volga Gorki           | D2                    | 40          | 1           | -                     | -                     | 40    | 1     |
| 1966                  | Volga Gorki           | D2                    | 30          | 0           | -                     | -                     | 30    | 0     |
| 1967                  | Volga Gorki           | D2                    | 36          | 1           | -                     | -                     | 36    | 1     |
| Sous-total            | Sous-total            | Sous-total            | 138         | 2           | -                     | -                     | 138   | 2     |
| 1968                  | Dinamo Makhatchkala   | D2                    | 26          | 0           | -                     | -                     | 26    | 0     |
| 1969                  | Dinamo Makhatchkala   | D2                    | 27          | 3           | -                     | -                     | 27    | 3     |
| Sous-total            | Sous-total            | Sous-total            | 53          | 3           | -                     | -                     | 53    | 3     |
| Total sur la carrière | Total sur la carrière | Total sur la carrière | 218         | 6           | -                     | -                     | 218   | 6     |

## Palmarès d'entraîneur
Union soviétique
- Champion d'Europe des moins de 18 ans en 1988.